# Pierfrancesco Favino
Pierfrancesco Favino (Roma, 24 agosto 1969) è un attore e produttore cinematografico italiano.
Dopo un debutto a teatro e sporadiche apparizioni cinematografiche e televisive negli anni 90, Favino partecipa per la prima volta a un film di notevole successo nel 2001, quando è fra i protagonisti de L'ultimo bacio di Gabriele Muccino. Affermatosi in via definitiva dopo aver vestito i panni di Gino Bartali nell'omonima miniserie televisiva, da allora Favino ha recitato in innumerevoli opere italiane e anche in vari film hollywoodiani, diventando uno dei migliori attori italiani della sua generazione.
Nel corso della carriera ha vinto tre David di Donatello, cinque Nastri d'argento, due Globi d'oro, tre Ciak d'oro e una Coppa Volpi alla Mostra del Cinema di Venezia e a livello teatrale una Maschera del Teatro Italiano.

## Biografia
Nato e cresciuto a Roma da genitori originari di Candela, nel foggiano, una volta ottenuta la maturità classica, si diploma presso l'Accademia Nazionale d'Arte Drammatica "Silvio D'Amico": tra i suoi maestri, Luca Ronconi e Orazio Costa.
Favino è uno dei fondatori dell'Actor's Center di Roma; è inoltre direttore e insegnante presso la Scuola di Formazione del Mestiere dell'Attore "L'Oltrarno" di Firenze.

### Carriera

#### Gli inizi

Il debutto cinematografico di Favino in Pugili di Lino Capolicchio (1995)

Dopo aver recitato in varie produzioni teatrali, debutta in televisione nel 1991 con il film Una questione privata, tratto dall'omonimo romanzo di Beppe Fenoglio e diretto da Alberto Negrin. L'approdo sul grande schermo avviene invece nel 1995 con il film Pugili di Lino Capolicchio. Lavora in varie fiction di successo come Amico mio, Padre Pio e Ferrari.

#### Anni 2000
Ne L'ultimo bacio del 2001, primo grande successo di Gabriele Muccino, interpreta Marco, unico amico felicemente sposato di una compagnia di trentenni affetti dalla sindrome di Peter Pan. Seguono interpretazioni drammatiche quali quella del sergente Rizzo in El Alamein - La linea del fuoco di Enzo Monteleone (per la quale riceve la candidatura al David di Donatello ed al Ciak d'oro) e del medico omosessuale Biccio nella seconda regia di Luciano Ligabue Da zero a dieci, oltre a ruoli in commedie quali Al cuore si comanda, con Claudia Gerini, Nessun messaggio in segreteria, al fianco di Carlo Delle Piane e Passato prossimo, opera prima di Maria Sole Tognazzi, al fianco di Paola Cortellesi, Claudio Santamaria e Gianmarco Tognazzi.

Favino (a destra) e Claudia Gerini in Al cuore si comanda di Giovanni Morricone (2003)

Nel 2005 ottiene il ruolo del Libanese, capo carismatico della feroce banda della Magliana nel pluripremiato film Romanzo Criminale di Michele Placido. Sul set ritrova sia Claudio Santamaria che Kim Rossi Stuart, con il quale aveva già lavorato ne Le chiavi di casa di Gianni Amelio per un breve cameo tuttavia sufficiente a garantirgli una candidatura al Nastro d'argento come attore non protagonista; la nomination si trasforma, questa volta, in una vittoria ex aequo con gli altri due, come miglior attore protagonista. Suo è anche il David come attore non protagonista.
L'anno successivo, a consacrarlo è la televisione col ruolo da protagonista nella miniserie Gino Bartali - L'intramontabile, dove veste i panni del celebre ciclista toscano preparandosi con estrema meticolosità al ruolo: arriva infatti a percorrere circa 5000 km in bicicletta al fine di allenarsi al meglio. Sempre nel 2006 debutta nel cinema americano, dove interpreta una piccola parte nel film Una notte al museo, con Ben Stiller, nei panni della statua bronzea di Cristoforo Colombo. Gira poi La sconosciuta di Giuseppe Tornatore e ottiene la parte dello scrittore di favole, compagno di vita del co-protagonista Luca Argentero, nel film Saturno contro di Ferzan Özpetek.
Il biennio 2007-2008 è quasi tutto "hollywoodiano": prima è Lord Glozelle, generale a capo delle truppe del perfido Miraz (interpretato da Sergio Castellitto), in Le cronache di Narnia - Il principe Caspian, diretto da Andrew Adamson; poi è il capo partigiano Peppi Grotta nel film di Spike Lee Miracolo a Sant'Anna, incentrato sull'eccidio di Sant'Anna di Stazzema. Successivamente è protagonista, al fianco di Monica Bellucci e Ksenia Rappoport, della seconda pellicola di Maria Sole Tognazzi, L'uomo che ama, che nel 2008 apre il Festival Internazionale del Film di Roma. Nello stesso anno torna alla fiction con la miniserie Pane e libertà, in cui interpreta Giuseppe Di Vittorio, uno dei padri del sindacalismo italiano. Nel 2009 recita al fianco di Tom Hanks nel film di Ron Howard Angeli e demoni (tratto dall'omonimo libro di Dan Brown).

#### Anni 2010

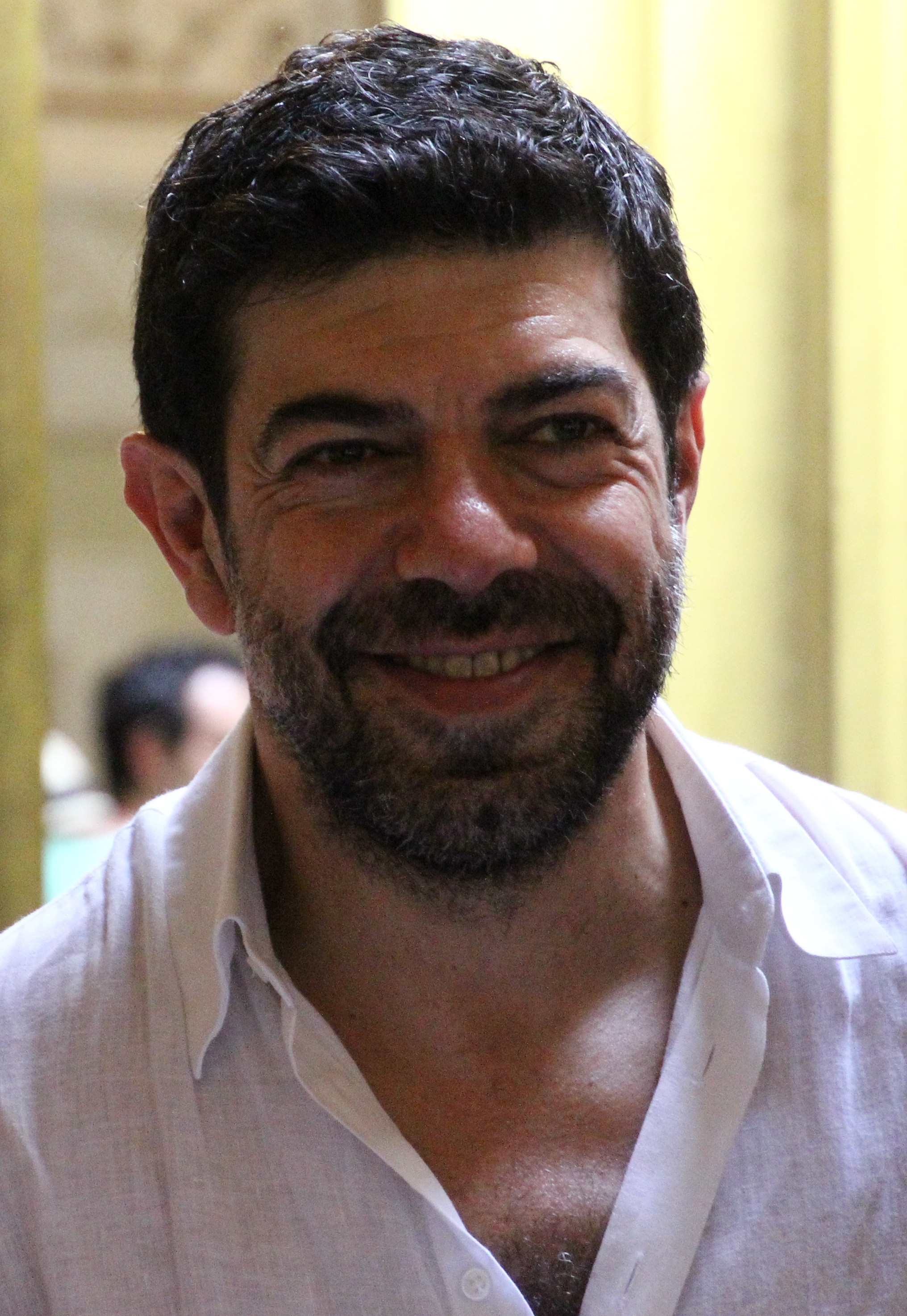
Favino nel 2016

Nel 2010 è uno degli attori protagonisti di Baciami ancora di Gabriele Muccino, per il quale riceve una nuova candidatura ai David come miglior attore non protagonista, di Cosa voglio di più di Silvio Soldini e di Figli delle stelle di Lucio Pellegrini. Nel 2011 torna ad essere diretto da Pellegrini in La vita facile, affiancato da Stefano Accorsi e Vittoria Puccini. Sul piccolo schermo interpreta invece Il generale Della Rovere, miniserie basata sull'omonimo romanzo di Indro Montanelli.
Il 2012 è un anno di intensa attività per Favino, che prende parte a diversi film: L'industriale di Giuliano Montaldo, ACAB - All Cops Are Bastards di Stefano Sollima e Romanzo di una strage di Marco Tullio Giordana: in quest'ultimo, inerente ai fatti della strage di piazza Fontana, l'attore romano interpreta l'anarchico Giuseppe Pinelli, ruolo che lo porta a conquistare il suo secondo David come miglior attore non protagonista. Non manca spazio per la commedia: è Fulvio in Posti in piedi in paradiso di Carlo Verdone, accanto a Marco Giallini ed allo stesso Verdone. Nel 2013 torna a lavorare con Ron Howard in Rush, pellicola incentrata sulla Formula 1 degli anni settanta, impersonando Clay Regazzoni. Nello stesso anno l'attore è impegnato in un'altra produzione statunitense, il film horror apocalittico World War Z di Marc Forster, con Brad Pitt come protagonista.
Nell'autunno 2013 Favino torna a teatro, come interprete principale e regista (insieme a Paolo Sassanelli) di Servo per due, adattamento italiano della commedia britannica One Man, Two Guvnors firmata da Richard Bean ed ispirato, come l'opera originale, ad Arlecchino servitore di due padroni di Carlo Goldoni. Ad agosto 2014 approda alla Mostra internazionale d'arte cinematografica di Venezia con il primo film da regista di Michele Alhaique, Senza nessuna pietà, di cui Favino è protagonista e produttore; per vestire i panni del muratore Mimmo, l'attore ingrassa di venti chili.
Tra il 2014 e il 2016 gira per Netflix la serie internazionale Marco Polo dove interpreta Niccolò Polo, padre di Marco, affiancando il protagonista Lorenzo Richelmy. Nel 2017 è protagonista, insieme a Kasia Smutniak, del film Moglie e marito, diretto da Simone Godano e di Chi m'ha visto, con Beppe Fiorello; inoltre è nel cast di Rachel di Roger Michell e di A casa tutti bene di Gabriele Muccino. Nello stesso anno interpreta anche una serie di spot pubblicitari per la Barilla.

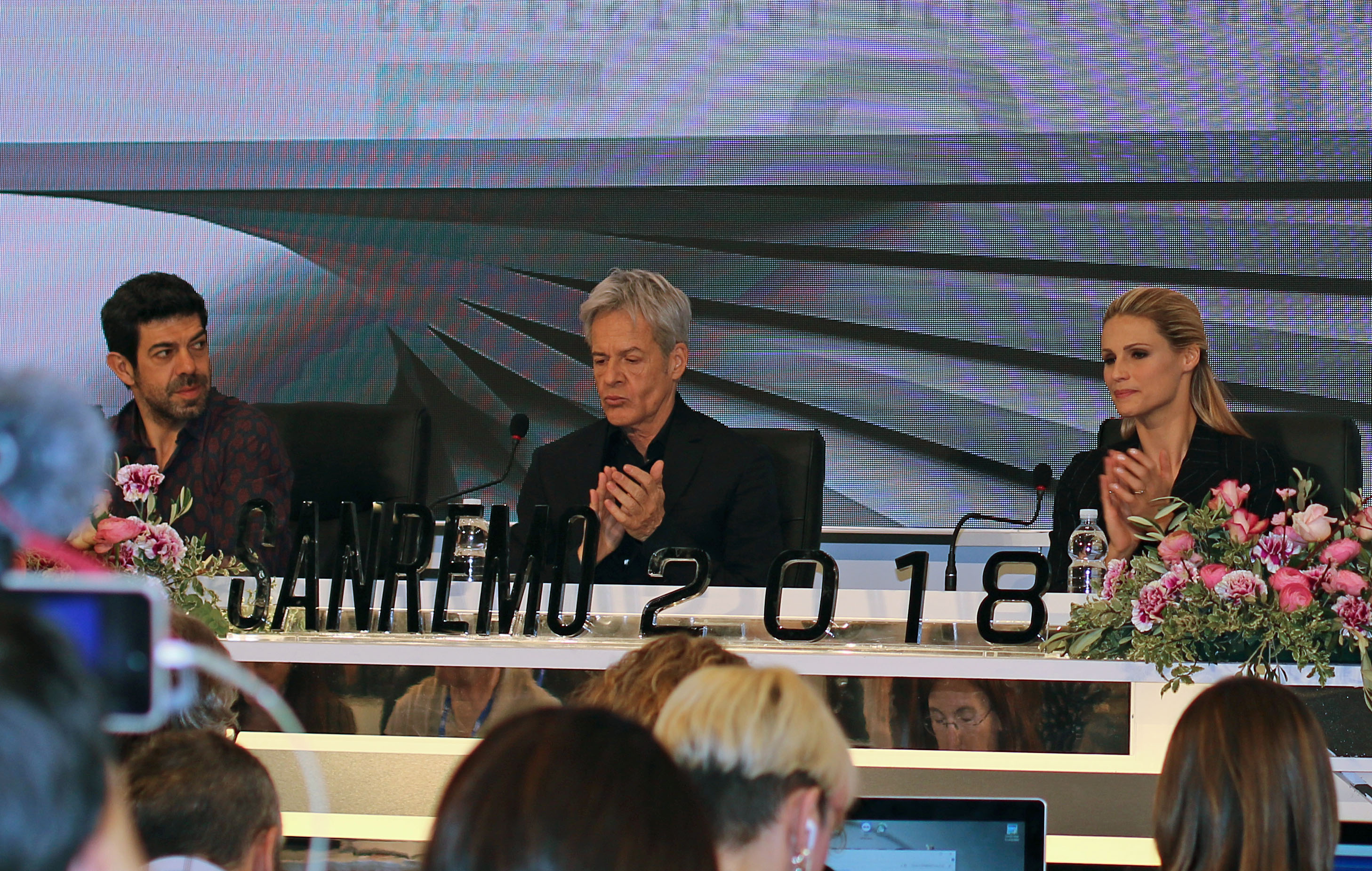
Da sinistra: Favino, Claudio Baglioni e Michelle Hunziker in conferenza stampa nella settimana del Festival di Sanremo 2018.

Nel febbraio 2018, insieme a Claudio Baglioni e Michelle Hunziker, conduce la 68ª edizione del Festival di Sanremo. Nello stesso anno interpreta D'Artagnan nel film Moschettieri del re - La penultima missione di Giovanni Veronesi. Tra il 2018 e il 2019 porta a teatro, come voce solista, l'adattamento de La notte poco prima della foresta di Bernard-Marie Koltès, per la regia di Lorenzo Gioielli; sempre nel 2019 è protagonista al cinema de Il traditore di Marco Bellocchio, in cui veste i panni di Tommaso Buscetta, ruolo che gli vale il David come miglior attore protagonista.

#### Anni 2020
Nel 2020 entra a far parte della giuria italiana votante dell'Academy of Motion Picture Arts and Sciences. Nello stesso anno, nonostante lo stop alle produzioni causato dalla pandemia di COVID-19, fa in tempo ad approdare in sala con tre film: Hammamet di Gianni Amelio, in cui interpreta la controversa figura politica di Bettino Craxi; Gli anni più belli, film che segna la sua quarta collaborazione con Gabriele Muccino; e Padrenostro di Claudio Noce, che gli vale la Coppa Volpi per la migliore interpretazione maschile alla 77ª Mostra internazionale d'arte cinematografica di Venezia. A Natale esce infine su Sky Tutti per 1 - 1 per tutti, sequel de Moschettieri del re.

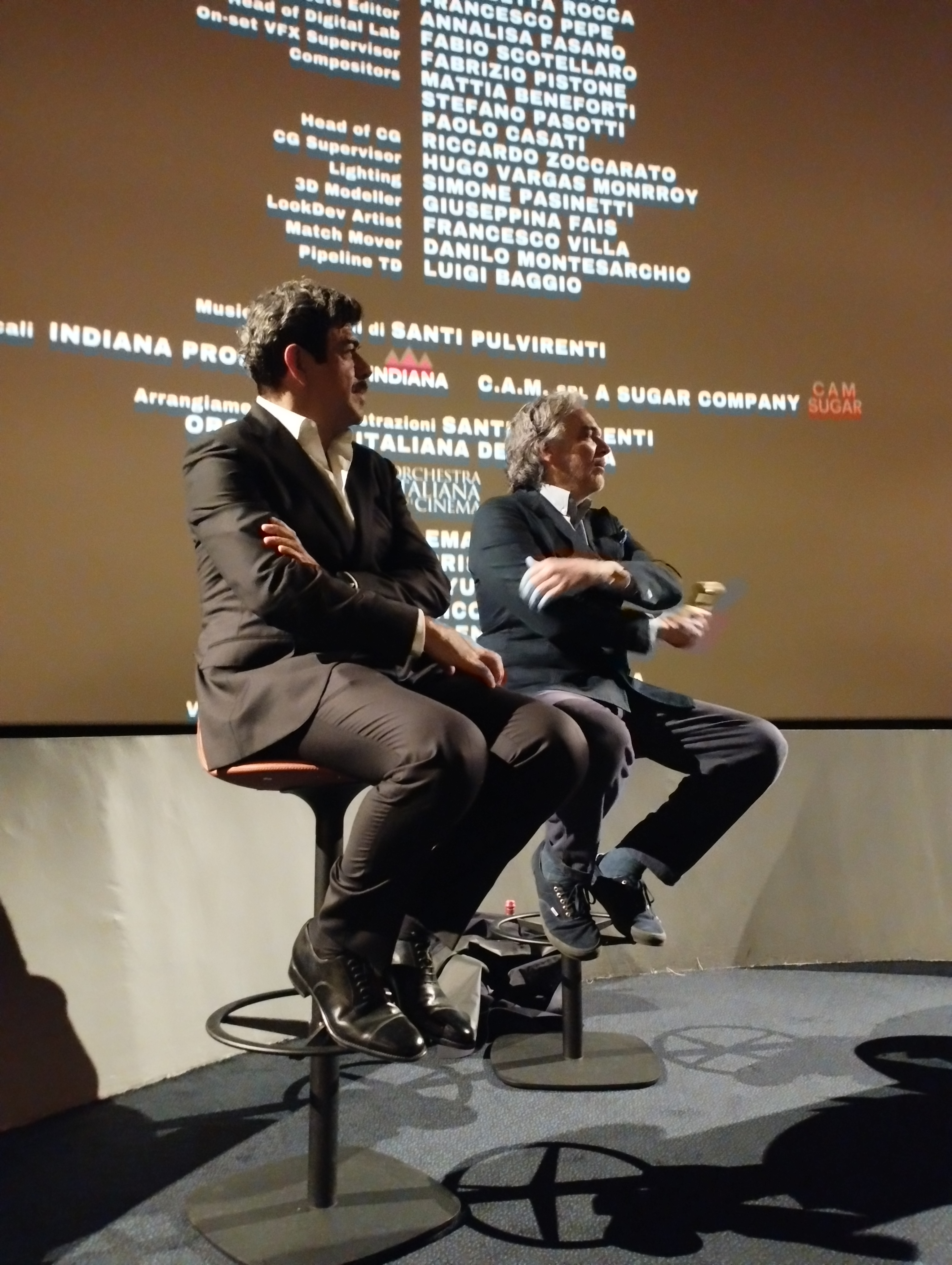
Favino (in primo piano) nel 2023, all'anteprima de L'ultima notte di Amore al Forum des Halles di Parigi, con il regista Andrea Di Stefano.

Dopo l'uscita di Promises, Favino continua ad essere molto attivo: nel 2022 escono la commedia Corro da te in cui è al fianco di Miriam Leone, il dramma Nostalgia di Mario Martone e il biografico Il colibrì di Francesca Archibugi, basato sull'omonimo romanzo di Sandro Veronesi. L'anno successivo è protagonista del noir L'ultima notte di Amore di Andrea Di Stefano, presentato alla Berlinale; poi torna a collaborare con Sollima per Adagio, in cui ritrova Valerio Mastandrea (Romanzo di una strage) e Toni Servillo (Le confessioni) e gira Comandante, in cui interpreta la medaglia d'oro al valor militare Salvatore Todaro.
Nel 2024 è al Festival di Cannes in doppia veste, da una parte come membro della giuria presieduta da Greta Gerwig, e dall'altra come attore ne Il conte di Montecristo di Alexandre de La Patellière e Matthieu Delaporte, adattamento dell'omonimo romanzo di Alexandre Dumas e presentato fuori concorso, in cui impersona l'abate Faria.

## Vita privata
Dal 2003 è legato all'attrice Anna Ferzetti, da cui ha avuto due figlie, Greta (2006) e Lea (2013). La prima ha debuttato al cinema ne I peggiori giorni, film del 2023 in cui compare anche la madre, mentre la seconda ha preso parte a Padrenostro, film del 2020 di cui è protagonista il padre. Nel 2023 Favino, la compagna e le figlie hanno interpretato loro stessi in un episodio della serie televisiva Call My Agent - Italia.

## Filmografia

### Attore

#### Cinema
- Pugili, regia di Lino Capolicchio (1995)
- B.B.K. Baby Bounty Killer, regia di Alessandro Valori – cortometraggio (1996)
- Il principe di Homburg, regia di Marco Bellocchio (1997)
- In barca a vela contromano, regia di Stefano Reali (1997)
- Baci proibiti, regia di Francesco Miccichè – cortometraggio (1997)
- Dolce far niente, regia di Nae Caranfil (1998)
- Bonanno - La storia di un padrino (Bonanno - A Godfather's Story), regia di Michael Poulette (1999)
- Adidabuma, regia di Francesco Falaschi – cortometraggio (1999)
- I giardini della memoria, regia di Alessandro Caruso – cortometraggio (1999)
- La carbonara, regia di Luigi Magni (2000)
- L'ultimo bacio, regia di Gabriele Muccino (2001)
- La verità vi prego sull'amore, regia di Francesco Apolloni (2001)
- Da zero a dieci, regia di Luciano Ligabue (2002)
- El Alamein - La linea del fuoco, regia di Enzo Monteleone (2002)
- Emma sono io, regia di Francesco Falaschi (2002)
- Passato prossimo, regia di Maria Sole Tognazzi (2003)
- Al cuore si comanda, regia di Giovanni Morricone (2003)
- Mariti in affitto, regia di Ilaria Borrelli (2004)
- Le chiavi di casa, regia di Gianni Amelio (2004)
- Non ci sarebbe niente da fare!, regia di Lisa Romano – cortometraggio (2004)
- Nessun messaggio in segreteria, regia di Luca Miniero e Paolo Genovese (2005)
- Amatemi, regia di Renato De Maria (2005)
- Romanzo criminale, regia di Michele Placido (2005)
- La vita è breve ma la giornata è lunghissima, regia di Lucio Pellegrini e Gianni Zanasi – documentario (2005)
- La sconosciuta, regia di Giuseppe Tornatore (2006)
- Una notte al museo (Night at the Museum), regia di Shawn Levy (2006)
- Saturno contro, regia di Ferzan Özpetek (2007)
- Le cronache di Narnia - Il principe Caspian (The Chronicles of Narnia: Prince Caspian), regia di Andrew Adamson (2008)
- Miracolo a Sant'Anna (Miracle at St. Anna), regia di Spike Lee (2008)
- L'uomo che ama, regia di Maria Sole Tognazzi (2008)
- Angeli e demoni (Angels & Demons), regia di Ron Howard (2009)
- Baciami ancora, regia di Gabriele Muccino (2010)
- Cosa voglio di più, regia di Silvio Soldini (2010)
- Figli delle stelle, regia di Lucio Pellegrini (2010)
- La vita facile, regia di Lucio Pellegrini (2011)
- L'industriale, regia di Giuliano Montaldo (2011)
- ACAB - All Cops Are Bastards, regia di Stefano Sollima (2012)
- Posti in piedi in paradiso, regia di Carlo Verdone (2012)
- Romanzo di una strage, regia di Marco Tullio Giordana (2012)
- World War Z, regia di Marc Forster (2013)
- Rush, regia di Ron Howard (2013)
- Senza nessuna pietà, regia di Michele Alhaique (2014)
- Une mère, regia di Christine Carrière (2015)
- Suburra, regia di Stefano Sollima (2015)
- Le confessioni, regia di Roberto Andò (2016)
- Moglie e marito, regia di Simone Godano (2017)
- Rachel (My Cousin Rachel), regia di Roger Michell (2017)
- Chi m'ha visto, regia di Alessandro Pondi (2017)
- A casa tutti bene, regia di Gabriele Muccino (2018)
- Il ricevitore è la spia (The Catcher Was a Spy), regia di Ben Lewin (2018)
- Moschettieri del re - La penultima missione, regia di Giovanni Veronesi (2018)
- Il traditore, regia di Marco Bellocchio (2019)
- Hammamet, regia di Gianni Amelio (2020)
- Gli anni più belli, regia di Gabriele Muccino (2020)
- Padrenostro, regia di Claudio Noce (2020)
- Tutti per 1 - 1 per tutti, regia di Giovanni Veronesi (2020)
- Promises, regia di Amanda Sthers (2021)
- Corro da te, regia di Riccardo Milani (2022)
- Nostalgia, regia di Mario Martone (2022)
- Il colibrì, regia di Francesca Archibugi (2022)
- L'ultima notte di Amore, regia di Andrea Di Stefano (2023)
- Comandante, regia di Edoardo De Angelis (2023)
- Adagio, regia di Stefano Sollima (2023)
- Il conte di Montecristo (Le Comte de Monte-Cristo), regia di Alexandre de La Patellière e Matthieu Delaporte (2024)
- Maria, regia di Pablo Larraín (2024)
- Volontè - L'uomo dai mille volti, regia di Francesco Zippel (2024)
- Napoli - New York, regia di Gabriele Salvatores (2024)
- Enzo, regia di Robin Campillo (2025)

#### Televisione
- Una questione privata, regia di Alberto Negrin – film TV (1991)
- Correre contro, regia di Antonio Tibaldi – film TV (1996)
- Amico mio – serie TV, 14 episodi (1993-1998)
- Bonanno, regia di Michel Poulette – film TV (1999)
- I giudici - Excellent Cadavers, regia di Ricky Tognazzi – film TV (1999)
- Padre Pio, regia di Carlo Carlei – miniserie TV (2000)
- La Sindone - 24 ore, 14 ostaggi, regia di Lodovico Gasparini – film TV (2001)
- Giuda, regia di Raffaele Mertes – film TV (2001)
- Tommaso, regia di Raffaele Mertes – film TV (2001)
- Gli insoliti ignoti, regia di Antonello Grimaldi – film TV (2003)
- Ladri ma non troppo, regia di Antonello Grimaldi – film TV (2003)
- Ferrari, regia di Carlo Carlei – miniserie TV (2003)
- Part-Time, regia di Angelo Longoni – film TV (2003)
- Gino Bartali - L'intramontabile, regia di Alberto Negrin – miniserie TV (2006)
- Liberi di giocare, regia di Francesco Miccichè – miniserie TV (2007)
- Pane e libertà, regia di Alberto Negrin – miniserie TV (2009)
- Il generale Della Rovere, regia di Carlo Carlei – miniserie TV (2011)
- Qualunque cosa succeda, regia di Alberto Negrin – miniserie TV (2014)
- Marco Polo – serie TV, 9 episodi (2014-2016)
- Call My Agent - Italia – serie TV, episodio 1x03 (2023)

#### Videoclip
- Due destini – Tiromancino (2001)
- Passione – Neffa (2007)
- Baciami ancora – Jovanotti (2009)
- Londra brucia – Negramaro (2012)
- Altrove e qui – Claudio Baglioni (2020)

### Produttore
- Senza nessuna pietà, regia di Michele Alhaique (2014)
- Padrenostro, regia di Claudio Noce (2020)

## Doppiaggio
- Daniel Day-Lewis in Nine, Lincoln
- Antonio de la Torre in Volver - Tornare
- Vincent Cassel ne Il racconto dei racconti - Tale of Tales
- Michael Shannon in Revolutionary Road
- Bernard Campan in Per sesso o per amore?
- Jacques Gamblin ne Il primo uomo
- Carol in Nel paese delle creature selvagge
- Pinguino Adone in Happy Feet 2
- Statua di Garibaldi ne Il comandante e la cicogna

## Teatro
- Servo per due, regia di Pierfrancesco Favino e Paolo Sassanelli (2013)
- La Controra, regia di Pierfrancesco Favino e Paolo Sassanelli (2016)
- La notte poco prima delle foreste di Bernard-Marie Koltès, regia di Lorenzo Gioielli (2018)

## Programmi TV
- Io leggo perché (Rai 3, 2015)
- Festival di Sanremo (Rai 1, 2018) Co-conduttore
- Armani in prima serata (LA7, 2020) Narratore
- Dinner Club (Prime Video, 2021)

## Audiolibri
- 2011 - Le avventure di Itamar di David Grossman, Emons Audiolibri, durata 1h, ISBN 978-88-95703-602

## Riconoscimenti
- Mostra Internazionale d'Arte Cinematografica di Venezia
  - 2020 – Coppa Volpi per la migliore interpretazione maschile per Padrenostro
- David di Donatello
  - 2003 – Candidatura al miglior attore non protagonista per El Alamein - La linea del fuoco
  - 2006 – Miglior attore non protagonista per Romanzo criminale
  - 2010 – Candidatura al miglior attore non protagonista per Baciami ancora
  - 2012 – Miglior attore non protagonista per Romanzo di una strage
  - 2017 – Candidatura al miglior attore non protagonista per Le confessioni
  - 2020 – Miglior attore protagonista per Il traditore
  - 2021 – Candidatura al miglior attore protagonista per Hammamet
  - 2024 - Candidatura al miglior attore protagonista per Comandante
  - 2025 – Candidatura al miglior attore non protagonista per Napoli - New York

- European Film Awards
  - 2019 – Candidatura per il miglior attore per Il traditore
  - 2022 - Candidatura per il miglior attore per Nostalgia
- Nastro d'argento
  - 2005 – Candidatura al miglior attore protagonista per Le chiavi di casa
  - 2006 – Miglior attore protagonista per Romanzo criminale
  - 2010 – Candidatura al miglior attore protagonista per Baciami ancora
  - 2012 – Miglior attore protagonista per Romanzo di una strage e ACAB - All Cops Are Bastards
  - 2015 – Candidatura al miglior attore protagonista per Senza nessuna pietà
  - 2016 – Candidatura al miglior attore protagonista per Suburra
  - 2017 – Premio Nino Manfredi per Moglie e marito
  - 2019 – Miglior attore protagonista per Il traditore
  - 2020 – Miglior attore protagonista per Hammamet
  - 2021 – Candidatura al miglior attore protagonista per Padrenostro
  - 2022 – Miglior attore protagonista per Nostalgia
  - 2023 - Candidatura al miglior attore protagonista per L'ultima notte di Amore
- Premio Flaiano
  - 2009 – Miglior interpretazione maschile per Pane e libertà
  - 2012 – Premio speciale all'interprete dell'anno
  - 2020 – Miglior interpretazione maschile per Hammamet
- Globo d'oro
  - 2010 – Candidatura al miglior attore per Cosa voglio di più
  - 2012 – Premio speciale della giuria per L'industriale e Romanzo di una strage
  - 2013 – Candidatura al miglior attore per Posti in piedi in paradiso e ACAB - All Cops Are Bastards
  - 2019 – Candidatura al miglior attore per Il traditore
  - 2020 – Miglior attore per Hammamet
- Ciak d'oro
  - 2005 – Miglior attore non protagonista per Le chiavi di casa[14]
  - 2012 – Miglior attore non protagonista per Romanzo di una strage[15]
  - 2020 – Superciak d'oro[16]
  - 2020 – Candidatura a migliore attore protagonista per Hammamet[17]
  - 2022 - Candidatura a migliore attore protagonista per Nostalgia, Corro da te e Il colibrì[18][19]
- Golden Graal
  - 2005 – Candidatura al miglior attore drammatico per Le chiavi di casa
  - 2006 – Candidatura al miglior attore drammatico per Romanzo criminale
  - 2006 – Miglior attore commedia per il film Nessun messaggio in segreteria[20]
  - 2007 – Candidatura al miglior attore drammatico per La sconosciuta
  - 2008 – Miglior attore drammatico per il film Saturno contro
  - 2011 – Miglior attore commedia per il film Figli delle stelle[21]
- Festival du Films d'Aventures de Valenciennes
  - 2017 – Prix d'Interprétation Masculine per Romanzo criminale
- Festival Internazionale del Cinema di Berlino – 
  - 2016 – Premio Bacco per Romanzo criminale
- Roma Fiction Fest
  - 2015 – Maximo Award come miglior attore protagonista per la fiction Liberi di giocare[22]
  - Roma Fiction Fest – Maximo Award come Miglior attore protagonista per la fiction Pane e libertà[23][24]
- Martini Première Award – Premio The Most Beautiful Hollywood Face
- Premio Cinematografico Internazionale "Rodolfo Valentino" – Miglior attore per la stagione 2008/2009
- Premio E.T.I. Gli Olimpici del teatro – Miglior attore protagonista per Servo per due[25]
- Bari International Film Festival – Premio Nuovo Imaie miglior attore ItaliaFilmFest/Opere prime e seconde per Senza nessuna pietà[26]